# Али Риза-паша
Али-Риза паша (тур. Ali Rıza Paşa, Цариград 1860. – Цариград 1932) био је један од последњих великих везира османског царства, као и вођа битољског вилајета.

## Биографија
Његов отац био је мајор жандармерије Тахир-ефенди. 1886. завршио је Војно училиште, од 1897. радио је у војном министарству. 1903. постао је управник битољског вилајета. У то време у Битољу се десило убиство руског конзула Александра Ростковског, након чега га под притиском Русије шаљу у егзил у данашњу Либију (тада Османско царство). 1905. Због војних нереда иде у Јемен, где је гушио народни устанак. 1908. постане војни министар, све до оставке 31. марта 1909. због инцидента.
За време балканских ратова био је главнокомандујучи турске армије у Европи. Након првог светског рата поново постаје министар и 1919. именован у великог везира, који је носио до 1920. године.